# 林布蘭式照明

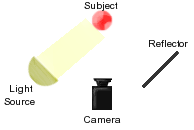
典型的林布蘭式照明佈局

伦勃朗式照明（英語：Rembrandt lighting），俗稱三角光、伦勃朗光，是一種照明佈局方式，常見於肖像攝影。伦勃朗式照明的一大特徵，是在受光面部的另一端出現一個呈倒三角型的亮區。
17世紀荷蘭畫家林布蘭經常在他的畫作中使用這種照明方式，因而得名。

## 例子

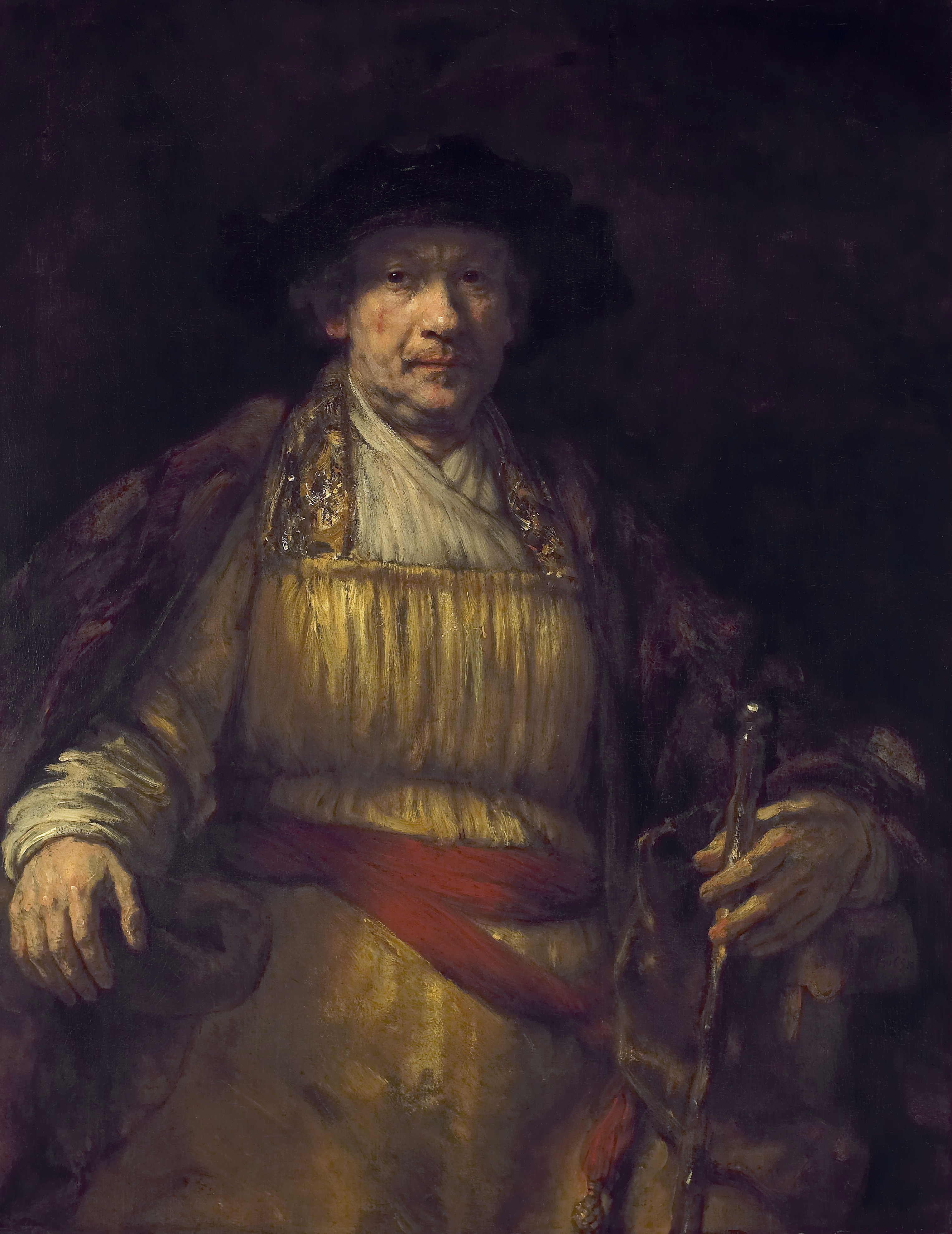
林布蘭的自畫像
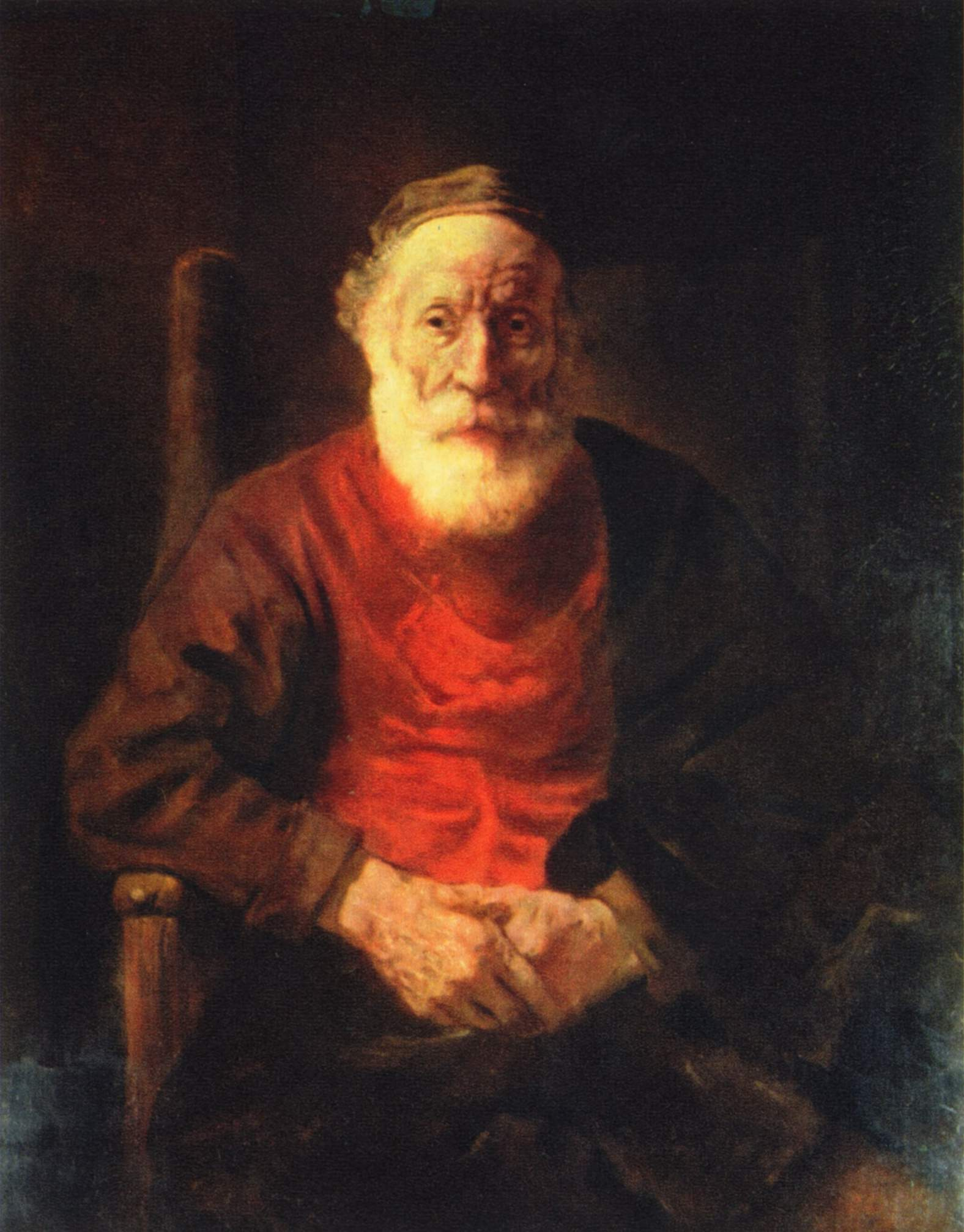
林布蘭的「穿紅衣的老人」

### 書籍
- 翟錦文. . 中華書局(香港)有限公司. 2006. ISBN 962-231-497-X.

Template:伦勃朗